# Bunbury (Engeland)
Bunbury is een civil parish in het bestuurlijke gebied Cheshire East, in het Engelse graafschap Cheshire met 1195 inwoners.